# Vergine che intercede per le anime purganti
La Vergine intercede per le anime purganti è un'opera barocca che si trova nella chiesa del Suffragio a Camaiore, in provincia di Lucca. La chiesa - parrocchia e sede della confraternita della Misericordia, presente a Camaiore fin dal XV secolo - è stata fondata nel XVII secolo ed è dedicata a San Francesco e a San Filippo Neri. La pala La Vergine intercede per le anime purganti di Giovanni Marracci è in un altare laterale.

## Descrizione
Veniva ricordata alla fine dell'800 da Nicolao Cerù e più tardi Marracci Oreste che enunciava correttezza del disegno e perfetta intonazione. A parere di Contini il linguaggio barocco di G. Marracci era scostante rispetto all'accezione Berrettini-Giordano poiché i quattro nuclei che compaiono nella scena (le anime immerse nel fuoco del Purgatorio, la Vergine Implorante, il Cristo sulle nubi, le anime quasi sottratte al fuoco dagli angeli) sono definiti depurati, forse grazie alla frequentazione di Antonio Franchi. Se si notano le analogie del dipinto sul piano degli atteggiamenti e delle fisionomie, che legano le anime purganti col Ritratto delle Sabine di Cortona nella Pinacoteca Capitolina, si può capire come il Marracci non può prescindere dagli insegnamenti del maestro.